# Digicel
Digicel is een aanbieder van mobiele telefonie uit het Caraïbisch gebied. Het biedt mobiele diensten in 33 landen en regio's.

## Geschiedenis
Digicel is opgericht in april 2001 door de Ier Denis O'Brien in Jamaica. Het bedrijf groeide tot 100.000 klanten in ongeveer 100 dagen. In de tien jaar sinds de eerste lancering is het aantal Jamaicaanse klanten van Digicel gegroeid tot meer dan twee miljoen gebruikers. Het bedrijf heeft een marktaandeel van meer dan 70% in Jamaica.
In 2007 heeft Digicel ook zijn aanwezigheid uitgebreid in Guyana, Suriname (december 2007, zie telefonie in Suriname) en Frans-Guyana (juni 2006). Digicel is actief in 33 markten in het Caribisch gebied, Centraal-Amerika en Oceanië.